# June Godbey-Martinsson
June Godbey-Martinsson, folkbokförd June Martinsson, född 31 januari 1935  i Köpenhamn i Danmark, död 8 september 2018 i Korsberga, Jönköpings län, var en dansk-svensk skulptör och tecknare.
June Godbey-Martinsson utbildade sig vid Robert Askou-Jensens Tegne- og Maleskole i Köpenhamn och vid Skulpturskolan på Konstakademien i Köpenhamn 1959–1964. I lera, gips och brons utförde hon figurgrupper och porträtt. Hon finns representerad vid Jönköpings läns landsting samt i ett flertal olika kommuner.
Hon var från 1962  till sin död gift med konstnären Börje Martinsson (född 1931) och tillsammans fick de sonen Mikael (född 1970). Hon var bosatt i Korsberga i Småland till sin död.
June Godbey-Martinsson är begravd på Korsberga kyrkogård.